# ثقب الجسد

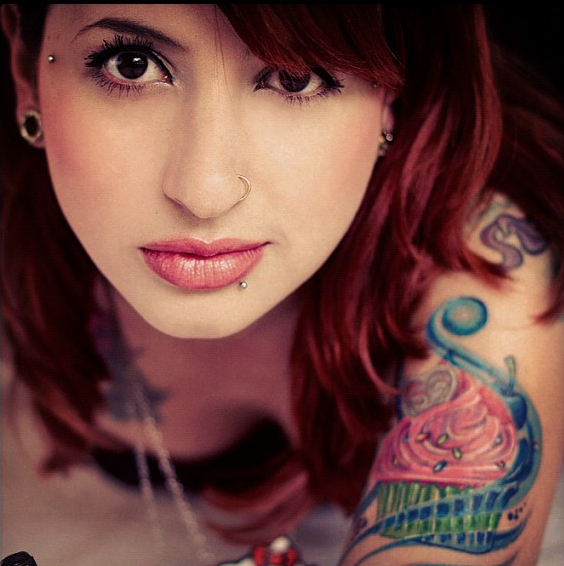
ثقب الجسد

ثقب الجسد هو محاولة لتعديل شكل الجسد وتزيينه، وهو عبارة عن أداء ثقب أو قطع في أحد أجزاء الجسد. وكثيراً ما يتم وضع المجوهرات وأدوات الزينة في ذلك الثقب، وتتنوّع المواد التي تُصنع منها تلك المجوهرات ما بين الفولاذ والذهب والفضة وغيرهم. وبالرغم من أن تاريخ تلك الممارسة غير واضح تماماً لغياب المرجعية العلمية، إلا أنه يوجد أدلة على انتشار تلك الممارسة منذ الأزمنة القديمة في كلا الجنسين عبر العالم.
ويعد ثقب الأذن والأنف من أكثر الأنواع انتشاراً في عالمنا الحاضر والعالم القديم. وقد وجدت الأقراط في آذان المومياوات المحنطة منذ القدم، مما يدل على انتشار تلك الممارسة لمدة لا تقل عن 5000 سنة. أما ثقب الأنف فيرجع تاريخه إلى عام 1500 ق.م. أما الأنواع الأقل انتشاراً من ثقب الجسد مثل ثقب الشفة واللسان فيرجع تاريخها إلى بعض القبائل في أفريقيا وأمريكا. أما عن ثقب حلمة الثدي والجهاز التناسلي. فقد مورست عبر عدد من الثقافات. ويرجع تاريخ ثقب حلمة الثدي إلى روما القديمة على أقل تقدير، أما عن ثقب الأعضاء التناسلية فقد تم وصفه قديما في الهند منذ عام 320 ق.م. حتى عام 550 م. بينما لا توجد معلومات واضحة عن تاريخ ثقب السرة. وقد تضاءلت جداً ممارسة ثقب الجسد في الثقافة الغربية ولكن منذ الحرب العالمية الثانية، شهدت تلك الممارسات انتشاراً ولا سيما بين الفئات غير المثقفة إذ مارسوا أنواعاً مختلفة من ثقب الجسد وليس فقط ثقب الأذن.
وتتعدد الأسباب حول ممارسة أو عدم ممارسة ثقب الجسد. فبينما يقوم البعض بثقب أجسادهم لأسباب دينية وروحية، يقوم البعض الآخر بثقب أجسادهم كنوع من التعبير عن النفس أو لإضفاء بعضاً من الجمال على أجسادهم أو لزيادة المتعة الجنسية أو ربما للتوافق مع ثقافتهم وعدم التمرد عليها. ولا يزال الجدل قائماً حول ممارسة الكثير من أنواع ثقب الجسد ولا سيما حين تتم للأطفال. وقد تقلصت جداً ممارسة ثقب الجسد بفضل مجهودات المدارس والموظفين وبعض الجماعات الدينية. وعلى الرغم من الجدل الواسع المثار حول تلك الممارسات، إلا أن بعض الأفراد يتعمدون ثقب أجسادهم بشكل جنوني يصل إلى مئات أو آلاف الثقوب الدائمة والمؤقتة ليتم تسجيل أسمائهم في موسوعة جينيس العالمية للأرقام القياسية.
وبالرغم من اختراع الكثير من الأدوات المخصصة لعمل ثقوب في مختلف أنحاء الجسم والتأكيد على سلامة استخدامها، إلا أن ممارسة تلك العادات تمثل مخاطرة قد تؤدي إلى الحساسية أو الالتهاب أو التورُّم أو تلوث مكان الثقب أو ترك بعض الندب المشوهة للجسم. ولكن العناية الجيدة بتطهير الأدوات المستخدمة ومتابعة مكان الثقب بعد أداؤه قد تقلل من تلك المضاعفات الخطيرة. ويختلف الوقت الذي فيه يتم التئام الثقب بناء على مكانه، فبينما يتم التئامه في وقت لا يتعدى الشهر كما في بعض حالات ثقب الأعضاء التناسلية، قد يستغرق عامين كاملين في حالات ثقب السرة.

## تاريخ تلك الممارسات
لم يحظ موضوع استخدام القدماء للزينة باهتمام باحثي الآثار إلا مؤخراً، إذ هناك الكثير من المعوقات التي تجعل دراسة ذلك الموضوع صعباً كندرة المصادر الأولية التي منها قد يحصل الباحثون على معلوماتهم. فالكتابات القديمة نادراً ما ناقشت أسباب ممارسة القدماء لثقب الجسد ومعنى ذلك عندهم. وبالرغم من انتشار تزيين أجسام الآلهة القديمة في المعابد بالمجوهرات، إلا أن سوء حالة تلك المومياوات بفعل الزمن تجعل من دراسة طريقة استخدامهم للمجوهرات صعباً. أما في العصر الحديث، فقد قام دوج مالوي (أحد رجال الأعمال بهوليود) في القرن العشرين بالتسويق لفكرة ثقب الجسد عن طريق إعطائها طابعاً تاريخياً. فأصدر كتيب بعنوان (Body & Genital Piercing in Brief) وروج فيه للأساطير القديمة ومنها اختراع الأمير ألبرت (1819 – 1861) زوج الملكة فيكتوريا ملكة بريطانيا العظمى لنوع جديد من ثقب الجسد وهو ثقب القضيب ليقلل من مظهره الضخم بداخل بنطاله. وانتشار ثقب حلمة الثدي لدى قادة المئة الرومان لتعليق قبعاتهم بها. وقد تم نشر أساطير مالوي على إنها حقائق في بعض الأبحاث الخاصة بثقب الجسد.